# Phyllomyias griseocapilla
El mosquerito coronigrís o atrapamoscas de capa gris (Phyllomyias griseocapilla), es una especie de ave paseriforme de la familia Tyrannidae perteneciente al género Phyllomyias. Es endémico del sureste de Brasil. 

## Distribución
Se distribuye por el este de Brasil, en el centro sur de Bahía y desde Minas Gerais y Espírito Santo hacia el sur hasta el noreste de Río Grande del Sur.
Esta especie es considerada poco común en sus hábitats naturales: los bordes de bosques húmedos serranos de la Mata Atlántica, en altitudes entre 500 y 1600 m.

## Estado de conservación
El mosquerito coronigrís ha sido calificado como casi amenazado por la Unión Internacional para la Conservación de la Naturaleza (IUCN) debido a que su población, todavía no cuantificada, se presume estar en decadencia moderadamente rápida como resultado de la continua pérdida de hábitat.

## Descripción
Mide entre 10 y 11 cm de longitud. Tiene los ojos marrones, que están rodeados por un estrecho anillo ocular blanco. Tiene la cabeza gris, el pico gris pálido, el dorso verde, el vientre blanco, los flancos de color amarillo brillante y la cola verdosa.

## Sistemática

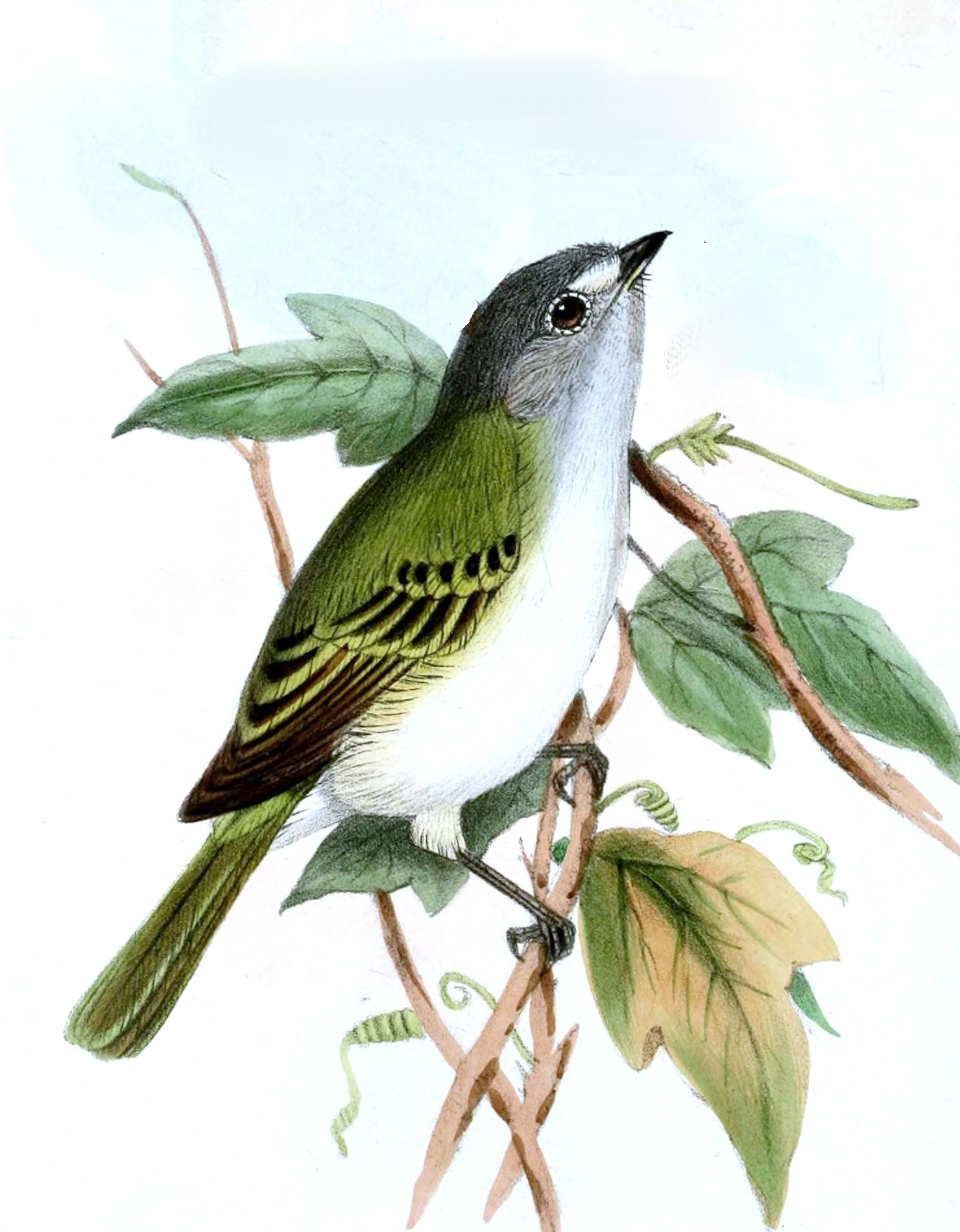
Phyllomyias griseocapilla, ilustración de Jennens en Proceedings of the Zoological Society of London, 1861.

### Descripción original
La especie P. griseocapilla fue descrita por primera vez por el zoólogo británico Philip Lutley Sclater en 1862 bajo el mismo nombre científico; su localidad tipo es: «Brasil, presumiblemente Río de Janeiro».

### Etimología
El nombre genérico masculino «Phyllomyias» se compone de las palabras del griego «φύλλον» (phúllon) que significa ‘hoja’, y de la forma neolatina «myias» que significa ‘atrapamoscas’, a su vez derivado del griego  «μυῖα, μυῖας» (muĩa, muĩas) que significa ‘mosca’; y el nombre de la especie «griseocapilla», se compone de las palabras del latín «griseus» que significa ‘gris’, y «capillus» que significa ‘cabello de la cabeza’.

### Taxonomía
Estuvo en el pasado colocada en un género Oreotriccus junto a Phyllomyias plumbeiceps. Es monotípica.
El género Phyllomyias como constituido actualmente puede ser polifilético; para definir los límites del género, se requieren análisis filogenéticos objetivos, utilizando características moleculares y anatómicas. Evidencias anatómicas sugieren que la presente especie, Phyllomyias fasciatus, Phyllomyias griseiceps y Phyllomyias weedeni forman un clado que puede no estar emparentado con otras del género, algunas de los cuales o todas posiblemente estarían mejor colocadas en un género resucitado Tyranniscus.